# Gilbert H. Reiling
Gilbert H. Reiling (* 19. September 1928 in Saint Paul (Minnesota)) ist ein US-amerikanischer Physiker.
Er erwarb seinen Bachelor am St. Thomas College in Minnesota, seinen Master an der University of North Dakota und 1957 seinen Doctor of Philosophy in Physik an der University of Missouri. 1952 heiratete er Margaret A. Eckert, mit der er acht Kinder hat.
Er begann dann beim Forschungslabor der General Electric Company in Schenectady, New York. 1959 arbeitete er an der Thermodynamik von Quecksilber-Entladungslampen. Im Juni 1960 berichtete er dem Management, dass er eine Lampe mit doppelter Lichtausbeute (im Vergleich zur normalen 400-W-Quecksilberdampflampe) entwickelt hätte, mit einem weißen angenehmeren Licht. Sie enthielt verschiedene Mischungen aus Natriumiodid und Thalliumiodid. Nachdem im August 1960 Bernhard Kühl und Horst Krense aus Ottobrunn ihr Patent DBP 1184008 angemeldet hatten, meldete Reiling Anfang 1961 das US-Patent No. 3,234,421 auf seine Metallic Halide Electric Discharge Lamps an. GE startete darauf ein intensives Entwicklungsprogramm und kündigte 1962 die kommerzielle Halogenmetalldampflampe an.
1961 verließ Reiling das Forschungslabor und wechselte zur General Electric Lighting Business Group in Nela Park, East Cleveland (Ohio). Er arbeitete dann auf verschiedenen Managementposten in der Lampenentwicklung. Bis 1992 erhielt er 17 Patente.